# Kuta Meriah
Kuta Meriah is een bestuurslaag in het regentschap Pakpak Bharat van de provincie Noord-Sumatra, Indonesië. Kuta Meriah telt 674 inwoners (volkstelling 2010).